# شون كيلباتريك
شون كيلباتريك (بالإنجليزية: Sean Kilpatrick)‏ مواليد 6 يناير 1990، هو لاعب كرة سلة أمريكي يلعب مع فريق مينيسيوتا تيمبر وولفز في الرابطة الوطنية لكرة السلة ويحمل الرقم 1. يبلغ طوله 6 قدم 4 بوصة (1.9 م).

## فرق لعب لها
- مينيسيوتا تيمبر وولفز

## روابط خارجية
- شون كيلباتريك على موقع إن بي أي (الإنجليزية)
- شون كيلباتريك على موقع سبورتس رفرنس (الإنجليزية)
- شون كيلباتريك على موقع الدوري الإسباني لكرة السلة (الإسبانية)
- شون كيلباتريك على موقع كرة السلة الأوروبية.كوم (الإنجليزية)
- شون كيلباتريك على موقع كلية كرة السلة في سبورتس رفرنس.كوم (الإنجليزية)
- شون كيلباتريك على موقع ريلجم (الإنجليزية)
- شون كيلباتريك على موقع بروبوليرز (الإنجليزية)
- شون كيلباتريك على موقع سبورتس رفرنس (الإنجليزية)
- شون كيلباتريك على موقع سبورتس رفرنس (الإنجليزية)